# Confraternita dei Servi di Maria
A Confraternità dei Servi di Maria az olaszországi Firenzében található, a Piazza della Santissima Annunziata téren. Az épület a Mária szolgái testvériség székházaként épült Antonio da Sangallo és Baccio d’Agnolo tervei szerint a 16. század eleső negyedében. Az épület loggiájáról nevezetes, melynek árkádsora nélkül a tér egyensúlya felborulna. Ma az épület egy részét egy szálloda foglalja el.